# Neoplocaederus incertus
Neoplocaederus incertus är en skalbaggsart. Neoplocaederus incertus ingår i släktet Neoplocaederus och familjen långhorningar.

## Underarter
Arten delas in i följande underarter:
- N. i. incertus
- N. i. giumbanus